# Hummel-Waldschwebfliege

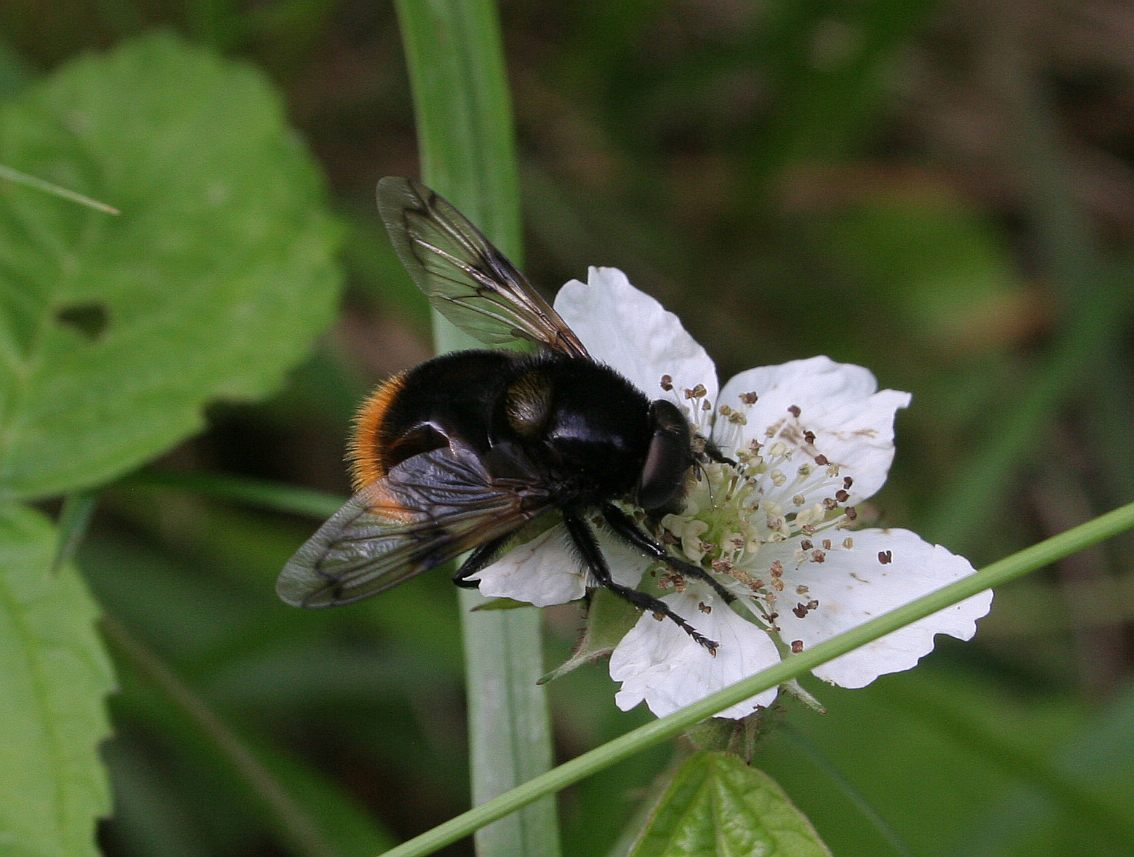
Ein Exemplar mit dunklem behaarten Thorax.

Die Hummel-Waldschwebfliege (Volucella bombylans) ist eine Fliege aus der Familie der Schwebfliegen (Syrphidae).

## Merkmale
Die Hummel-Waldschwebfliege erreicht eine Körperlänge von 11 bis 15 Millimetern. Sie imitieren durch ihre lange Behaarung und den hochgewölbten Hinterleib das Aussehen von Hummeln (Mimikry). Das Gesicht der Tiere tritt deutlich nach vorne hervor und ist überwiegend oder gänzlich gelb gefärbt. Die Fühler sind relativ lang und an der Basis dunkel, ansonsten rotgelb gefärbt. Das dritte Glied ist dreimal so lang wie breit. Die Stirn ist bei den Weibchen rotgelb gefärbt. Die Färbung der Körperbehaarung ist sehr variabel. Der schwarz gefärbte Thorax kann gelb, schwarz oder rot behaart sein. Das Mesonotum trägt an den Seiten eine schwarze oder auch gelbe Behaarung, das Schildchen ist bräunlich oder gelb gefärbt. Die Flügelzelle R1 ist geschlossen, R5 ist lang gestielt. Das Abdomen ist am Ansatz gelb, in der Mitte schwarz und am Ende dicht und lang hell behaart. Der Ansatz kann aber auch schwarz, der übrige Hinterleib rot behaart sein. Die Beine sind schwarz.

## Vorkommen
Die Tiere kommen in Europa östlich über Zentralasien bis nach Sibirien und auch in Nordamerika vor. Sie sind in Mitteleuropa mancherorts, insbesondere in höheren Lagen, häufig. Sie leben an Waldrändern und -lichtungen, aber auch auf Wiesen und anderem offenen Gelände.

## Lebensweise
Die Imagines fliegen zur Nektarsuche beispielsweise Giersch, Skabiosen, Disteln, Himbeeren oder Liguster an, bevorzugen aber blaue Blüten. Man findet die Tiere meist auf Blättern sitzend, anstatt an Blüten. Die Art fliegt in zwei Generationen von Ende Mai bis Juli und August, wobei die Population im Juni am stärksten ist. Die Larven entwickeln sich in den Nestern von Hummeln und Wespen und ernähren sich von Abfällen und toter Brut, vermutlich aber auch räuberisch. Die Weibchen nutzen ihre Tarnung, um zur Eiablage in das Nest zu gelangen. Die Fliegen werden aber trotzdem in der Regel getötet, wenn das Nest nicht unbeobachtet ist. Jedoch gelingt es der Fliege meist noch im Kampf, ihre Eier unbemerkt abzulegen. Die frisch geschlüpften Larven ziehen sich sofort ins Innere des Hummelnests zurück, wo sie ungestört fressen können. Die Überwinterung findet im Larvenstadium statt, die Tiere verpuppen sich im Frühling.

## Name
volucella Diminutiv von (lat.) volucris (volucer): „die kleine (eilig) Fliegende“; bombylans (Kunstwort) aus (gr.) bombylios „Hummel“, bombein „summen“, mit lat. Partizipial-Endung, also „brummend“.

## Belege